# 3518 Флорена
3518 Флорена (3518 Florena) — астероїд головного поясу, відкритий 18 серпня 1977 року.
Тіссеранів параметр щодо Юпітера — 3,315.